# Mick Wewers
Mick Wewers (* 7. November 1966 in Köln) ist ein deutscher Handwerker und Moderator. Bekannt wurde er durch die Fernsehsendung Do It Yourself – S.O.S. mit Sonya Kraus.

## Leben
Nach einer Schreinerlehre machte sich Wewers selbständig. In dieser Zeit wurde er von einem Kunden angesprochen und bekam das Angebot, für eine Heimwerkersendung tätig zu werden. Mit der Sendung Do It Yourself - S.O.S. kam der Durchbruch seiner Fernsehkarriere. Von 2007 bis 2009 war Mick Wewers auch Moderator der Wohn- und Baufernsehsendung Wohnen nach Wunsch, das Haus. Seit 2007 gibt er regelmäßig Service Tipps im ZDF-Fernsehgarten und seit Oktober 2009 ist Wewers im ZDF-Frühstücksfernsehen Volle Kanne zu sehen, in der er Tipps zu den Themen Wohnen und Design gibt.